# Ivan Murada
Ivan Murada (* 4. April 1965 in Sondrio) ist ein italienischer Skibergsteiger.

## Erfolge (Auswahl)
Er war 2002 bei der I. Weltmeisterschaft im Skibergsteigen im Team mit Graziano Boscacci Erster, im Einzelrennen Vierter und in der Gesamtwertung Bronzemedaillengewinner. Beim Adamello Ski Raid erreichte er im Team mit Graziano Boscacci und Daniele Pedrini den 2006 dritten Platz. 2007 war er mit Boscacci beim 13. Sellaronda Skimarathon Dritter. Im Team mit Boscacci wurde er bei der Europameisterschaft im Skibergsteigen Zweiter. Bei der Weltmeisterschaft im Skibergsteigen 2008 im Team mit Lorenzo Holzknecht Siebter.
Pierra Menta
- 1995: 9. Platz mit Graziano Boscacci
- 1998: 6. Platz mit Graziano Boscacci
- 1999: 4. Platz mit Graziano Boscacci
- 2000: 5. Platz mit Graziano Boscacci
- 2001: 2. Platz mit Graziano Boscacci
- 2002: 1. Platz mit Graziano Boscacci
- 2003: 5. Platz mit Graziano Boscacci
- 2004: 5. Platz mit Graziano Boscacci
- 2005: 4. Platz mit Graziano Boscacci
- 2006: 7. Platz mit Graziano Boscacci
- 2007: 8. Platz mit Daniele Pedrini
- 2008: 6. Platz mit Tony Sbalbi

Trofeo Mezzalama
- 2001: 1. Platz mit Graziano Boscacci und Heinz Blatter
- 2003: 5. Platz mit Graziano Boscacci und Heinz Blatter
- 2007: 5. Platz mit Graziano Boscacci und Mirco Mezzanotte